# Giby (gromada)
Giby – dawna gromada, czyli najmniejsza jednostka podziału terytorialnego Polskiej Rzeczypospolitej Ludowej w latach 1954–1972.
Gromady, z gromadzkimi radami narodowymi (GRN) jako organami władzy najniższego stopnia na wsi, funkcjonowały od reformy reorganizującej administrację wiejską przeprowadzonej jesienią 1954 do momentu ich zniesienia z dniem 1 stycznia 1973, tym samym wypierając organizację gminną w latach 1954–1972.
Gromadę Giby z siedzibą GRN w Gibach utworzono – jako jedną z 8759 gromad – w powiecie suwalskim w woj. białostockim, na mocy uchwały nr 23/V WRN w Białymstoku z dnia 4 października 1954. W skład jednostki weszły obszary dotychczasowych gromad Giby, Aleksiejówka, Białowierśnie, Budwieć, Dziemianówka, Posejanka, Stanowisko, Zelwa, Pomorze, Iwanówka, Konstantynówka i Daniłowce (z wyłączeniem miejscowości Orzechowo) ze zniesionej gminy Giby oraz obszar dotychczasowej gromady Posejnele i jedno gospodarstwo o powierzchni 8,69 ha obejmujące parcelę nr 12 z dotychczasowej gromady Świackie ze zniesionej gminy Berźniki w tymże powiecie. Dla gromady ustalono 18 członków gromadzkiej rady narodowej.
1 stycznia 1956 roku gromadę włączono do reaktywowanego powiatu sejneńskiego.
1 stycznia 1969 z gromady Giby wyłączono wieś Posejanka włączając ją do nowo utworzonej gromady Sejny; równocześnie do gromady Giby przyłączono wieś Kukle ze znoszonej gromady Świackie.
1 stycznia 1972 do gromady Giby przyłączono wsie Białogóry, Krasne i Wierśnie ze zniesionej gromady Pogorzelec.
Gromada przetrwała do końca 1972 roku, czyli do kolejnej reformy gminnej. Z dniem 1 stycznia 1973 roku reaktywowano gminę Giby.